# Da Capo II
Pour les articles homonymes, voir Da Capo (homonymie).
Da Capo II (～ダ・カーポII～, Da Kāpo II, souvent abrégé D.C.II ou dc2) est un visual novel japonais développée par Circus. Il est sorti le 26 mai 2006 pour les ordinateurs sous Microsoft Windows. C'est la suite directe de Da Capo sorti en 2002. Il a été adapté sous de nombreuses formes.

## Trame
Da Capo II a lieu environ 50 ans après les événements de Da Capo. L'histoire est centrée sur Sakurai Yoshiyuki le fils de Sakura Yoshino et Otome et Yume, les petites-filles des personnages principaux de Da Capo Jun'ichi et Nemu, les frères et sœurs du jeu original. Le jeu est centré sur Hatsune (初音島, Hatsunejima), la même île que celle de Da Capo dans l'histoire originale. Yoshiyuki Sakurai est le protagoniste du jeu. Sakura et Jun'ichi sont les seuls personnages qui reviennent, et Nemu est le seul autre personnage de Da Capo à être mentionné par son nom. Moe, Mako, Kotori, Miharu et Yoriko sont également mentionnés, mais indirectement. 53 ans après les événements de Da Capo, lorsque Sakura Yoshino, lassée d'être seule depuis si longtemps, a fait le souhait devant le prototype de cerisier magique artificiel exauceur de souhait qu'elle ait un fils, Yoshiyuki Sakurai. Dans le premier arc, alors que Yoshiyuki fréquente l'Académie Kazami, sous l'école, il réveille Minatsu Amakase, un robot. Yoshiyuki l'aide à s'adapter à une vie avec les humains malgré le fait que les robots ne sont rien d'autre que de simples outils. Dans le deuxième arc, Yoshiyuki commence à avoir des sentiments pour ses demi-sœurs, Otome et Yume, les petites-filles de Jun'ichi et Nemu. Cependant, le cerisier commence à mal fonctionner et à exaucer tous les vœux, même les plus impurs, ce qui provoque de nombreux incidents à Hatsune. La situation s'aggrave progressivement et Otome doit choisir de flétrir ou non le cerisier, ce qui effacerait l'existence de Yoshiyuki dans le processus, afin de sauver Hatsune.

## Adaptations

### Anime
Le 10 mai 2007, le magazine Comptiq révèle qu'une adaptation anime de Da Capo II sera produite. L'anime sera diffusé au Japon entre le premier octobre et le 24 décembre 2007 sur TV Aichi, et sera rediffusé sur d'autres chaînes peu de temps après dont Chiba TV and TV Kanagawa. Une seconde saison a été diffusée au Japon entre le 5 avril et le 28 juin 2008 sur la même chaine que pour la première saison. Chaque saison a été produite par le studio d'animation feel. et contient 13 épisodes.